# 523 г. пр.н.е.

## Събития

### В Азия

#### В Персийската империя
- Цар на Персийската (Ахеменидска) империя е Камбис II (530 – 522 г. пр.н.е.).[1]
- През тази година царят остава в покорения Египет.[2]

### В Европа
- Хипий и Хипарх са тирани в Атина, а Калиад е архонт през 523/2 г. пр.н.е.[3]
- В тази или предишната година, прогонени от остров Самос аристократи успяват да привлекат спартанците на своя страна, след което Спарта и Коринт атакуват тирана на Самос Поликрат, но не постигат успех.[4]
- Според Плутарх по време на експедицията срещу Самос, спартанците свалят от власт тирана на Наксос Лигдамид, което позволява на Поликрат да затвърди влиянието си над Делос за кратко преди смъртта му през 522 г. пр.н.е.[5]